# 宣正王后
宣正王后（선정왕후，?—?）劉氏，是高丽王朝宗室弘德院君王圭的女兒，也是高麗穆宗王訟的王后，母文德王后劉氏，宣正王后随母姓。
宣正王后的祖父是壽命太子王史，後來她嫁給穆宗，死後謚號宣正，祔穆宗廟。高麗顯宗五年三月，加謚懿節、安獻貞慎，高麗文宗十年十月加謚襄堅，到高麗高宗四十年十月又加謚元貞。全稱懿節安獻貞慎襄堅元貞宣正王后。

## 家族
- 父：弘德院君王圭
- 母：文德王后劉氏（先嫁弘德院君，後嫁高麗成宗王治）